# Cerocoma graeca
Cerocoma graeca is een keversoort uit de familie van oliekevers (Meloidae). De wetenschappelijke naam van de soort is voor het eerst geldig gepubliceerd in 1944 door Maran.